# Edwin Locke
El profesor Edwin A. Locke (nacido el 5 de enero de 1938) es un psicólogo estadounidense y un pionero en la teoría de la fijación de objetivos. Él es un exprofesor del Decano de motivación y liderazgo en el Robert H. Smith School of Business de la Universidad de Maryland, College Park. Él era también afiliado con el Departamento de Psicología. La Asociación para la Ciencia Psicológica lo elogió, diciendo: "Locke es el psicólogo organizacional más publicado en la historia del campo. Su investigación pionera ha avanzado y enriquecido nuestra comprensión de la motivación y satisfacción profesional. La teoría de que es sinónimo de su nombre - la teoría de la fijación de objetivos - es tal vez la teoría más ampliamente respetada en psicología industrial-organizacional. Su capítulo 1976 sobre la satisfacción laboral sigue siendo una de las piezas más altamente citados de trabajo en el campo.
Locke es un defensor del capitalismo global [2] y está afiliado con el Instituto Ayn Rand. En los últimos años, se ha convertido en un abierto opositor del movimiento por los derechos animales, en especial la organización Gente por el Tratamiento Ético de los Animales. En una entrevista con invierno 2010 Imagineer Magazine, declaró: "No creo que PETA quiere que todos los seres iguales en todos, creo que quiere que el hombre para sufrir y morir. 

## Academia
Locke recibió su licenciatura en Psicología en Harvard en 1960. Obtuvo su Maestría en Psicología Industrial y Psicología Experimental en 1962 y su doctorado en Psicología Industrial en 1964. Ambos títulos eran de Cornell. tesis doctoral de Locke fue sobre la relación de las intenciones a la motivación y el afecto. En 1964, Locke comenzó a trabajar como un científico investigador asociado en el Instituto de Investigación de América. En 1966 se convirtió en un científico de investigación allí, una posición que mantuvo hasta 1970. Locke comenzó su carrera docente en 1967, como profesor asistente de Psicología en la Universidad de Maryland. En 1970 se convirtió en profesor asociado de Administración de Empresas en la Universidad de Maryland. Entre 1972 y 2001 que ayudar a un número de puestos en la Universidad de Maryland: 1972-2001 - Profesor de Negocios y Gestión, y de la Psicología. 1984-1996 - Presidente, la gestión y la Facultad de Organización. 1998-2001 - Profesor Decano de Liderazgo y Motivación. Desde 2001, Locke ha estado actuando como Profesor Emérito en la Universidad de Maryland. A lo largo de su carrera, el profesor Locke ha publicado más de 260 capítulos, libros y artículos.

## Teorías
El ajuste de la teoría de metas fue desarrollada por Locke en 1968, con el fin de explicar las acciones humanas en situaciones de trabajo específicas. El supuesto básico de la teoría es que los objetivos e intenciones son cognitivos e intencional, y que sirven como mediadores de las acciones humanas. Los dos hallazgos más importantes de esta teoría son que el establecimiento de metas específicas (por ejemplo, quiero ganar 500 más al mes) genera mayores niveles de rendimiento que el establecimiento de objetivos generales (por ejemplo, quiero ganar más dinero), y que las metas que son difíciles de alcanzar son linealmente y positivamente relacionados con el rendimiento. Cuanto más dura sea la meta, más de una persona trabajará para llegar a ella. Sin embargo, tales influencias en el rendimiento son mediados por dos condiciones-de votos, y que la persona en cuestión acepta la meta. Uno de los objetivos que se describe como llegar a un gran nivel de eficiencia determinados en un baño de algunos, por lo general bajo un límite de tiempo. Objetivos de tener un contenido de dos características: el objetivo, y la intensidad de la meta. El contenido se refiere a lo que realmente quiere lograr (por ejemplo, quiero ganar 500 más al mes). La intensidad se refiere a la cantidad de recursos físicos y mentales necesarias para crear y alcanzar el contenido. el modelo original propuesto por Locke consistió en 5 pasos: Los estímulos del medio ambiente → → Evaluación Cognición Intenciones → \ Configuración de la meta → Rendimiento. 
Más adelante en su carrera, Locke ha añadido que nuestras necesidades y nuestros objetivos son mediados por nuestros valores, que determinan lo que es beneficioso para nosotros.

## Premios
El distinguido científico Contribución Award de la Academy of Management (Dirección de Recursos Humanos) Premio al Mejor Maestro-Académico de la Universidad de Maryland.
James McKeen Cattell Premio Fellow de la Asociación para la Ciencia Psicológica.

## Logros
Miembro de la Asociación Americana de Psicología, la Sociedad Americana de Psicología, la Academy of Management, la Sociedad de Psicología Industrial y Organizacional y la Sociedad de Comportamiento Organizacional.
- Datos: Q2902502
- Multimedia: Edwin Locke / Q2902502